# Kasteel Weims

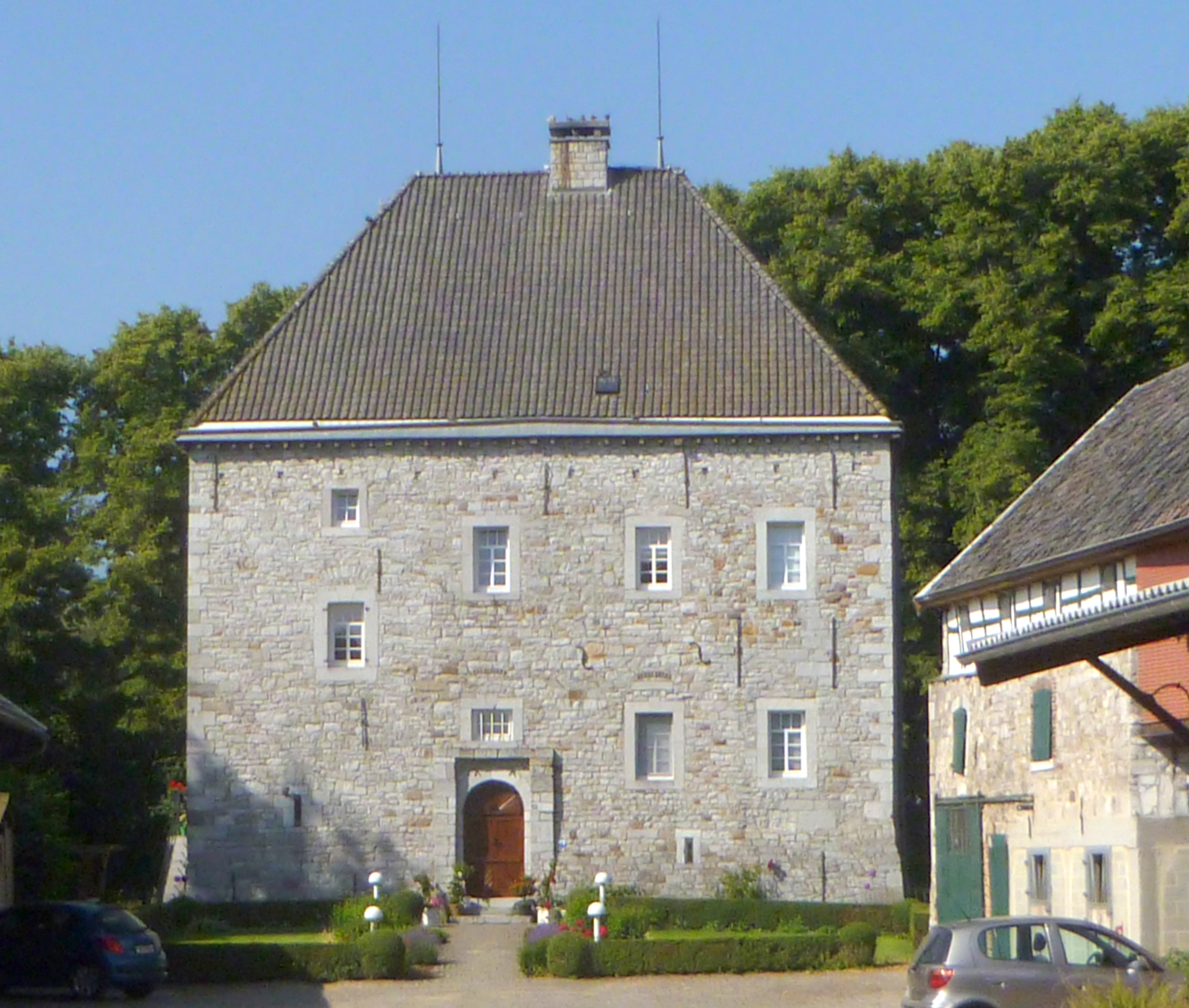
Kasteel Weims

Kasteel Weims (Schloss Gross Weims) is een waterkasteel in de tot de Belgische gemeente Eupen behorende plaats Kettenis, gelegen aan de Weimserstraße.

## Geschiedenis
Het kasteel Weims werd voor het eerst vermeld in 1334. Toen werd met riddergoed Libermé gedeeld en bleef in handen van een neventak van de familie von Libermé. Ook dit kasteel was, evenals Libermé, een leen van het Onze-Lieve-Vrouwekapittel te Aken. Ene Jüttgen von Libernmyn trouwde in 1405 met Johann von Weims, de naamgever van het kasteel. In 1524 kwam het door huwelijk in bezit van de familie van Hirtz, welke het tot midden 17e eeuw in bezit had. Omstreeks 1551 werd de huidige donjon gebouwd.
Het kasteel werd zwaar beschadigd tijdens de Dertigjarige Oorlog. Daarna werd het hersteld, waarbij een deel der omgrachting gedempt werd. In 1755 kwam het kasteel aan Jean Lambert Rasquin en deze verbouwde de donjon tot de huidige situatie, waarbij ook de ophaalbrug verdween.

## Gebouw
Het betreft een zwaargebouwde woontoren op vierkante plattegrond, van twee verdiepingen. Deze is in zandsteenblokken gebouwd. Voor deze toren bevindt zich een landbouwbedrijf. Oorspronkelijk was de hoeve omgracht. In de westelijke vleugel zijn nog overblijfselen van een 16e-eeuwse inrijpoort te zien. Hierop aansluitend is een aanbouw van 1761. De oostelijke vleugel werd in 1899 sterk veranderd en uitgebreid.